# 에멜리에 데 포레스트
에멜리에 샤를로테빅토리아 데 포레스트(Emmelie Charlotte-Victoria de Forest, 본명:에멜리에 엥스트룀(Emmelie Engström),1993년 2월 28일 ~ )는 덴마크의 가수이다. 2013년 1월 26일 헤르닝 위치의 위스키 방크 복센에서 단스크 멜로디 그랑프리에서 우승을 차지했으며 유로비전 송 콘테스트 2013의 덴마크 대표 선발에서 "Only Teardrops"를 불러 이 대회의 덴마크 대표로 선출되었고, 스웨덴 말뫼에서 개최된 최종 결선에서도 우승을 차지했다. 2013년 3월 25일 유니버설 뮤직과 계약을 맺고, 5월에 음반 Only Teardrops가 발매되었다.
그는 라네르스에서 스웨덴인 아버지 잉바르 엥스트룀(Ingvar Engström)와 덴마크인 어머니 마리아나 비르기테 구드니츠(Marianna Birgitte Gudnitz)와 함께 마리아게르에서 자랐다. 그는 가족 형제자매들과 함께 스웨덴로 이주했다. 9세 때 노래하기 시작했으며, 그는 교회 합창단과 복음 합창단에서 노래를 불렀다. 14세의 나이에 프레이저 닐과 함께 여러 음악 축제에서 4년간 노래를 불렀다.
18 세에 포레스트는 마리아게르를 코펜하겐에 남겨두고 가수를 훈련시킨 성악 학교 카트리네 사돌린(Katrine Sadolin)에서 공부했다. 그는 기타를 연주하고 많은 곡을 썼으며 녹음실에 녹음하고 여러 곳에서 공연했다.